# 东风波
东风波（Easterly Wave）是在副熱帶高壓帶南侧对流层中、下层的东风带中，常存在一个槽或气旋性曲率最大区，呈波状形式自东向西移动。

## 成因
东风波的成因，可能是高层对流层的一个熱帶性低压或中纬度低槽向赤道伸展的反映，也可能是低纬度的气旋向极地方伸展引起的弯曲。槽线附近300hpa以下是气旋性涡度，以上是反气旋性涡度。最大的上升运动中心有两个，一个在槽前的750hpa高度上，另一个在槽线附近300hpa的高度上。槽线附近600hpa以下是冷性的，以上为暖性。近地面层槽区为高湿区，槽线前后湿度相差不大，700hpa以上，槽前为干区，槽后为湿区。在夏季和初秋季节，当西太平洋副高位置偏北呈东西向带状分布时，副高南侧常有东风波进入中国沿海，影响广东、福建、浙江、江苏及山东等地区。